# Анабазин
Анабази́н C10H14N2 — алкалоїд, ізомер нікотину.
Виявлений Олександром Ореховим в середньоазійській рослині — їжачнику безлистому; міститься також у тютюні. 
Дуже токсичний, за дією на організм близький до нікотину. Активує нікотинові ацетилхолінові рецептори. 
Застосовувався для боротьби з вошивістю у сільськогосподарських тварин і як інсектицид для знищення шкідників рослин.